# Wolfgang Schreml
Wolfgang Schreml (auch Wolfgang Ottmar Schreml; * 1937 in Hof) ist ein deutscher Onkologe und Hochschullehrer.

## Leben
1962 promovierte Schreml an der Ludwig-Maximilians-Universität München mit einer Arbeit zum Thema Über die Bestimmung von Chlor und Calcium mit der Ultramikromethode nach M. C. Sanz.
Seine 1974 an der Universität Ulm eingereichte Habilitationsarbeit hatte das Thema Die radiotoxische Wirkung inkorporierten Tritiums auf den sich entwickelnden Säugetierorganismus, Untersuchungen zur Dosimetrie und relativen biologischen Wirksamkeit.
1972 gründete Schreml zusammen mit Hermann Heimpel den Onkologischen Arbeitskreis am Universitätsklinikum Ulm.
Der Onkologische Arbeitskreis diente der Zusammenarbeit von Chirurgie, Strahlentherapie, Pathologie, Innerer Medizin und Grundlagenforschung bei der Diagnostik und Therapie von Krebserkrankungen.
Aus diesem Arbeitskreis ging Anfang der 1980er Jahre das Tumorzentrum Ulm hervor, dessen Sekretär Schreml bis 1985 war.
Dieses Tumorzentrum entwickelte sich 2006 zum Comprehensive Cancer Center Ulm (CCCU).
1985 wechselte Schreml vom Universitätsklinikum Ulm zum Kreiskrankenhaus Günzburg, wo er Chefarzt der Abteilung Innere Medizin wurde.
2002 ging Schreml in den Ruhestand.

## Forschungsgebiete
Schremls Hauptinteresse galt der Krebs-Forschung insbesondere der Erforschung des Brustkrebses.
Ein besonderes Anliegen Schremls war die Palliativmedizin, um den Patienten trotz großer Schmerzen ein würdiges Leben und Sterben zu ermöglichen.
Er integrierte die Palliativmedizin in den stationären Ablauf.
Dieses Projekt wurde auf seinen Antrag hin von 1995 bis 1998 von der Deutschen Krebshilfe gefördert.

## Mitgliedschaften und gesellschaftliches Engagement
1997 gründete Schreml den Raphael Hospiz Verein Günzburg und wurde sein erster Vorsitzender.
Dieses Amt hatte er bis 2015 inne.
Der Verein dient der Sterbe- und Trauerbegleitung von Patienten und deren Angehörigen.
Nachdem Schreml in den Ruhestand gegangen war, gründete er das Projekt „Palliativmedizin im ländlichen Raum unter Beteiligung eines ärztlichen Palliativkonsiliardienstes“.
Dadurch konnten von 2003 bis 2005 Patienten ambulant von dazu ausgebildeten Ärzten palliativ betreut werden.
Schreml selbst arbeitete in diesem Projekt als ehrenamtlicher ambulanter Konsiliararzt mit.
Von 2006 bis 2018 war Schreml Mitglied des Ethikkomitees des Caritasverbandes der Diözese Augsburg.
Außerdem engagierte er sich in der Fokolarbewegung und organisierte die Ottmaringer Hospiztage.

## Auszeichnungen
2007 wurde Schreml das Bundesverdienstkreuz am Bande verliehen für seine Arbeit auf dem Gebiet der Palliativmedizin und der Hospizbewegung.
Als Anerkennung für besondere Dienste in den Anliegen von Papst und Kirche wurde Schreml 2019 von Bischof Konrad Zdarsa das päpstliche Ehrenkreuz Pro Ecclesia et Pontifice verliehen.
In der Laudatio wurde besonders sein Bemühen hervorgehoben, neben der medizinischen Betreuung auch der geistlichen Begleitung der Kranken großes Gewicht beizumessen.

## Publikationen
- mit J.-P. Staub: Integrated palliative care within a general hospital. In: Supportive Care in Cancer. Vol. 8, Nr. 2, 2000, S. 80–83, doi:10.1007/s005200050019
- Indications for treatment and determination of treatment effects with primary and secondary liver tumors. In: Ch. Herfarth (Hrsg.): Therapeutic strategies in primary and metastatic liver cancer. Springer-Verlag, Berlin/ Heidelberg 1986, ISBN 3-540-16011-6.
- mit E. Röttinger: Bone marrow toxicity of radiation and chemotherapy. In: Münchener Medizinische Wochenschrift. v. 127, Nr. 37, 1985, S. 29–39.
- Pain in the cancer patient as a consequence of therapy (surgery, radiotherapy, chemotherapy). In: M. Zimmermann (Hrsg.): Pain in the cancer patient : pathogenesis, diagnosis, and therapy. Springer-Verlag, Berlin/ Heidelberg 1984, ISBN 3-540-12347-4.
- mit W. Hügl, B. Kossmann und H. Heimpel: Stufenplan der medikamentösen analgetischen Therapie bei Tumorpatienten – eine prospektive Studie. In: Tumor Diagnostik & Therapie. 4, 189, 1983.
- mit W. Merkle und H. Heimpel: Medikamentöse Schmerztherapie bei Krebspatienten. In: Med. Klin. 76, 43, 1981.
- mit Hans-Peter Lohrmann: Cytotoxic Drugs and the Granulopoietic System. Springer, 1981, ISBN 3-540-10962-5.
- mit Christian Herfarth und Hermann Heimpel: Metastasen: Pathobiologie-Diagnostik-Therapiemöglichkeiten. H. Huber, Bern 1980, ISBN 3-456-80875-5.
- mit Hans-Peter Lohrmann: No effects of levamisole on cytotoxic drug-induced changes of human granulopoiesis. In: Blut. Vol. 38, 1979, S. 331–336, doi:10.1007/BF01008147
- mit Hans-Peter Lohrmann, Hermann Heimpel und T.M. Fliedner: Granulocyte Precursor Cells (CFUC) in Peripheral Blood and Bone Marrow During High-Dose Methotrexate with Citrovorum Factor Rescue. In: W. Siegenthaler (Hrsg.): Current Chemotherapy. Vols. 1 + 2, 1978, S. 1266–1268.
- mit G. Bargon, B. Anger, B. Kubanek und H. Heimpel: Progrediente Lungenfibrose unter Kombinationstherapie mit BCNU. In: Blut. Vol. 36, 1978, S. 353–356, doi:10.1007/BF01000593
- mit T. M. Fliedner: Distribution of Tritiated Compounds (Tritiated Thymidine and tritiated Water) in the others-Fetus System and its Consequences for the Radiotoxic Effect of Tritium. In: Current Topic in Rad. Res. Quarterly. Band 12, 1977, S. 255–277.